# Tancament

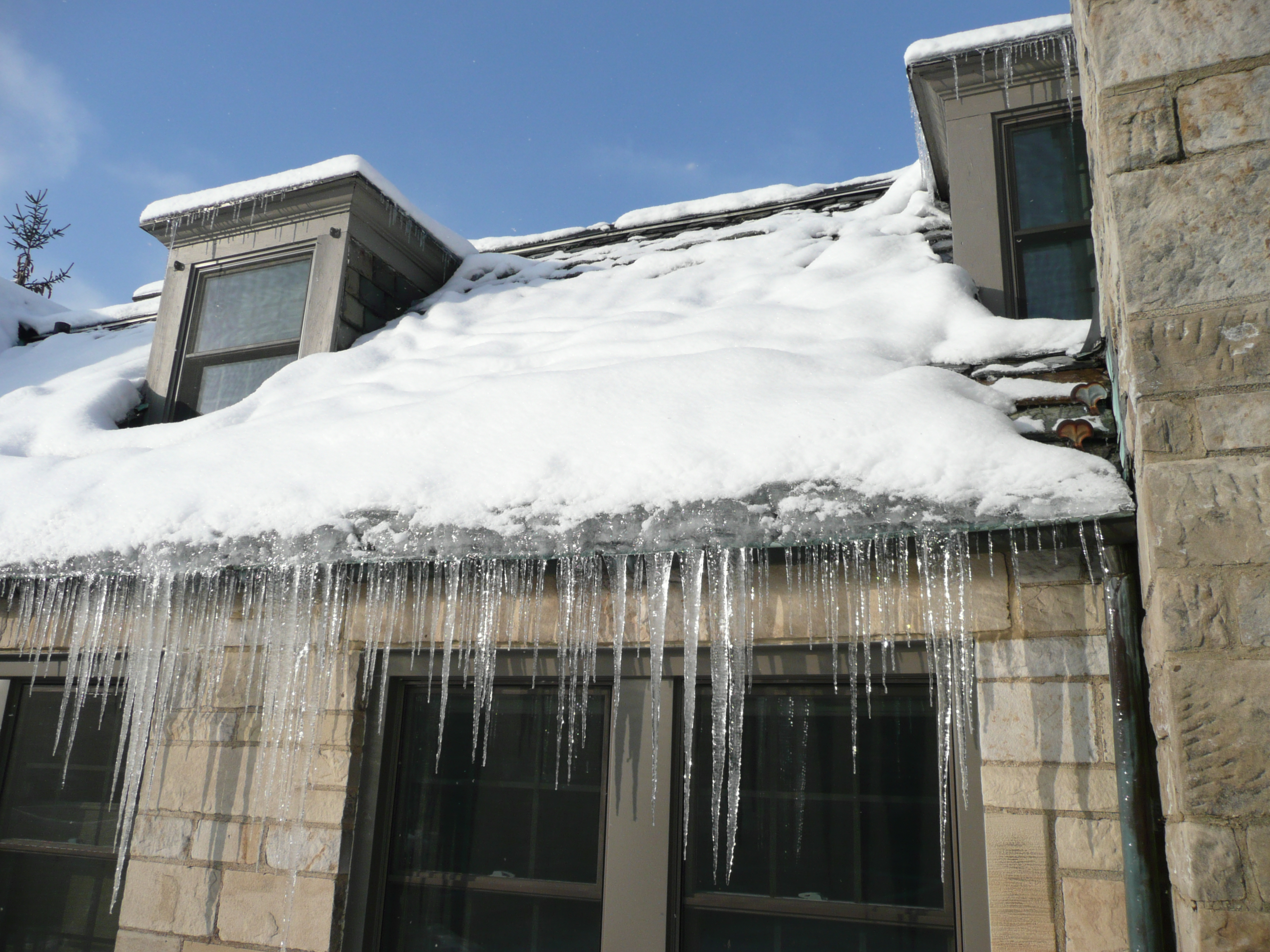
Les precipitacions són un dels elements que les mesures de tancament han de tenir en compte.

El tancament d'un edifici són el conjunt d'elements físics que separen l'entorn condicionat i no condicionat d'un edifici incloent la resistència a l'aire, l'aigua, la calor, la llum, i el soroll de transferència.

## Definició
El tancament de l'edifici són tots els elements de la carcassa exterior que mantenen un ambient interior sec, escalfat o refredat i faciliten el seu control climàtic. El disseny del tancament d'edificis és una àrea especialitzada de pràctiques d'enginyeria i arquitectura que es basa en totes les àrees de la ciència de la construcció i el control del clima interior.
Les múltiples funcions del tancament de l'edifici es poden separar en tres categories. Tenen a veure amb el suport per resistir i transferir càrregues estructurals i dinàmiques, el control del flux de matèria i energia de tot tipus i l'acabament estètic interior i exterior de la construcció. La funció de control és el nucli del bon rendiment i, en la pràctica, se centra, per ordre d'importància, en el control de la pluja, el control de l'aire, el control de calor i el control del vapor.

## Amenaces

### Aigua
El control de la pluja és fonamental i hi ha nombroses estratègies per a fer-hoò: barreres perfectes, pantalles drenades i sistemes d'emmagatzematge / massa.
Un dels propòsits principals d'un sostre és resistir l'aigua. Dues grans categories de cobertes són les planes i les inclinades. Les cobertes planes en realitat estan inclinades fins a 10 ° o 15 °, però estan construïdes per resistir l'aigua. Les cobertes inclinades estan dissenyades per alliberar aigua, però no es resisteixen a les aigües estables que es poden produir durant la pluja o el gel de vent. Típicament residencial, les cobertes inclinades estan cobertes amb un material de subjecció sota el material de coberta del sostre com a segona línia de protecció. La construcció del sostre domèstic també pot ser ventilada per ajudar a eliminar la humitat de les fuites i la condensació.
Les parets no tenen una exposició tan intensa a l'aigua com a teulades, sinó que tenen fuites d'aigua. Els tipus de sistemes de paret pel que fa a la penetració d'aigua són murs, barrera, drenatge i tancament superficial. Les parets de barrera estan dissenyades per permetre que s'absorbeixi l'aigua, però no penetri a la paret, i incloguin formigó i maçoneria. Les parets de drenatge permeten que l'aigua que fuita a la paret es desaigui, com ara les parets de la cavitat. Les parets de drenatge també poden ser ventilades per ajudar a assecar-se, com ara sistemes de protecció contra la pluja i la igualtat de pressió. Les parets de superfície tancada no permeten cap penetració de l'aigua a la superfície exterior del material de revestiment. Generalment, la majoria dels materials no romandran segellats a llarg termini i aquest sistema és molt limitat, però la construcció residencial normal tracta sovint les parets com a sistemes de superfície tancada que es basen en el revestiment i en una capa de capa inferior que de vegades s'anomena paperera. La humitat pot entrar en soterranis a través de les parets o el terra. La impermeabilització i el drenatge del soterrani mantenen les parets en sec i es necessita una barrera contra la humitat sota el terra.

### Aire
El control del flux d'aire és important per garantir la qualitat de l'aire interior, controlar el consum d'energia, evitar la condensació (i així garantir la durabilitat) i proporcionar comoditat. El control del moviment de l'aire inclou el flux a través del recinte (el conjunt de materials que realitzen aquesta funció es denomina sistema de barrera d'aire) o bé a través de components de l'envolupant de l'edifici (intersticial), així com dins i fora de l'espai interior, (que pot afectar enormement el rendiment de l'aïllament de l'edifici). Per tant, el control aeri inclou el control del rentat de vent (aïllament de l'aire fred) i els bucles convectius que són moviments de l'aire dins d'una paret o un sostre que poden resultar en un 10% a un 20% només de la pèrdua de calor.
Els components físics del tancament inclouen el fonament, el sostre, les parets, les portes, les finestres, el sostre i les seves barreres i l'aïllament relacionats. Les dimensions, el rendiment i la compatibilitat dels materials, el procés de fabricació i els detalls, les connexions i les interaccions són els principals factors que determinen l'eficàcia i la durabilitat del sistema de tancament de l'edifici.
Les mesures comunes de l'eficàcia del desenvolupament de l'edifici inclouen la protecció física de la climatologia i del temps (comoditat), la qualitat de l'aire interior (higiene i salut pública), la durabilitat i l'eficiència energètica. Per tal d'aconseguir aquests objectius, tots els sistemes de tancament d'edificis han d'incloure una estructura sòlida, un pla de drenatge, una barrera d'aire, una barrera tèrmica i poden incloure una barrera de vapor. El control de la humitat (per impermeabilització) és essencial en tots els climes, però els climes freds i els climes humits i calorosos són especialment exigents.

### Temperatura
La protecció tèrmica o la capa de control del flux de calor formen part d'un embolcall de l'edifici, però es pot situar en un espai diferent, com ara en un sostre. La diferència es pot il·lustrar entenent que un sòl aïllat aïllat és la capa primària de control tèrmic entre l'interior de la casa i l'exterior, mentre que tot el sostre, des de la superfície del material de coberta fins a la pintura interior del sostre, té una afectació superior en l'edifici.
La construcció d'una termografia consisteix a utilitzar una càmera infraroja per veure les anomalies de temperatura a les superfícies interiors i exteriors de l'estructura. L'anàlisi d'imatges infraroja pot ser útil per identificar problemes d'humitat derivats de la intrusió d'aigua o de la condensació intersticial. Altres tipus d'anomalies que es poden detectar són el pont tèrmic, la continuïtat de l'aïllament i les fuites d'aire, però requereix una diferència de temperatura entre les temperatures ambientals interior i exterior.